# Kribbaken

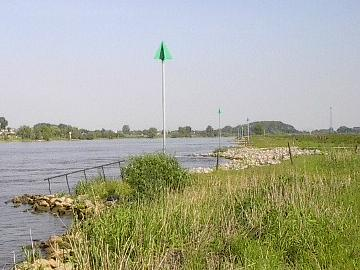
Groene kribbakens op een rij op korte kribben aan de IJssel bij Hattem

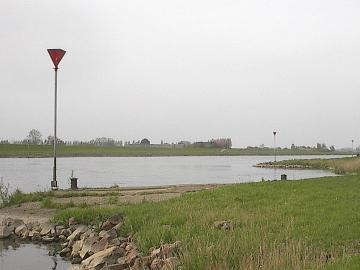
Rode kribbakens op een rij op korte kribben langs de IJssel bij Wijhe

Een kribbaken, kribbaak, kopbaken of kopbaak is een baken op de kop van een krib. Het is een merkteken dat bedoeld is voor de scheepvaart om veilig te kunnen navigeren op rivieren en wordt geplaatst op het uiteinde van de in de rivier geplaatste haaks op de oever staande dam. Kribben hebben afhankelijk van de breedte van de rivier en de vaargeul een bepaalde lengte, die kort kan zijn, waardoor het lijkt dat het kribbaken bijna op de oever van de rivier zelf staat.
Kribbakens zijn een vorm van betonning en zijn een hulpmiddel voor de scheepvaart. Bij hoog water, waarbij de krib onder water staat, steken de kribbakens meestal nog boven het water uit, zodat de vaargeul zichtbaar blijft. Kribbakens kunnen voorzien zijn van lichten zodat ze 's nachts ook zichtbaar zijn. Ze geven dan bijvoorbeeld een groen of rood knipperlicht zoals dat aan de Waal het geval is. Kribbakens voorzien van lichten worden lichtopstanden genoemd. De kleuren van de kribbakens en de eventuele aangebrachte lichten zijn vastgesteld volgens het Signalisation des Voies de Navigations Intérieure (SIGNI) (overeenkomstig met de laterale betonning in Regio A van het IALA Maritiem Betonningsstelsel) en zijn rood aan bakboord en groen aan stuurboord wordt gebruikt stroomopwaarts gaande (zie betonningsrichting). Kribbakens zijn meestal zo ontworpen dat ze ook als radarreflector fungeren.

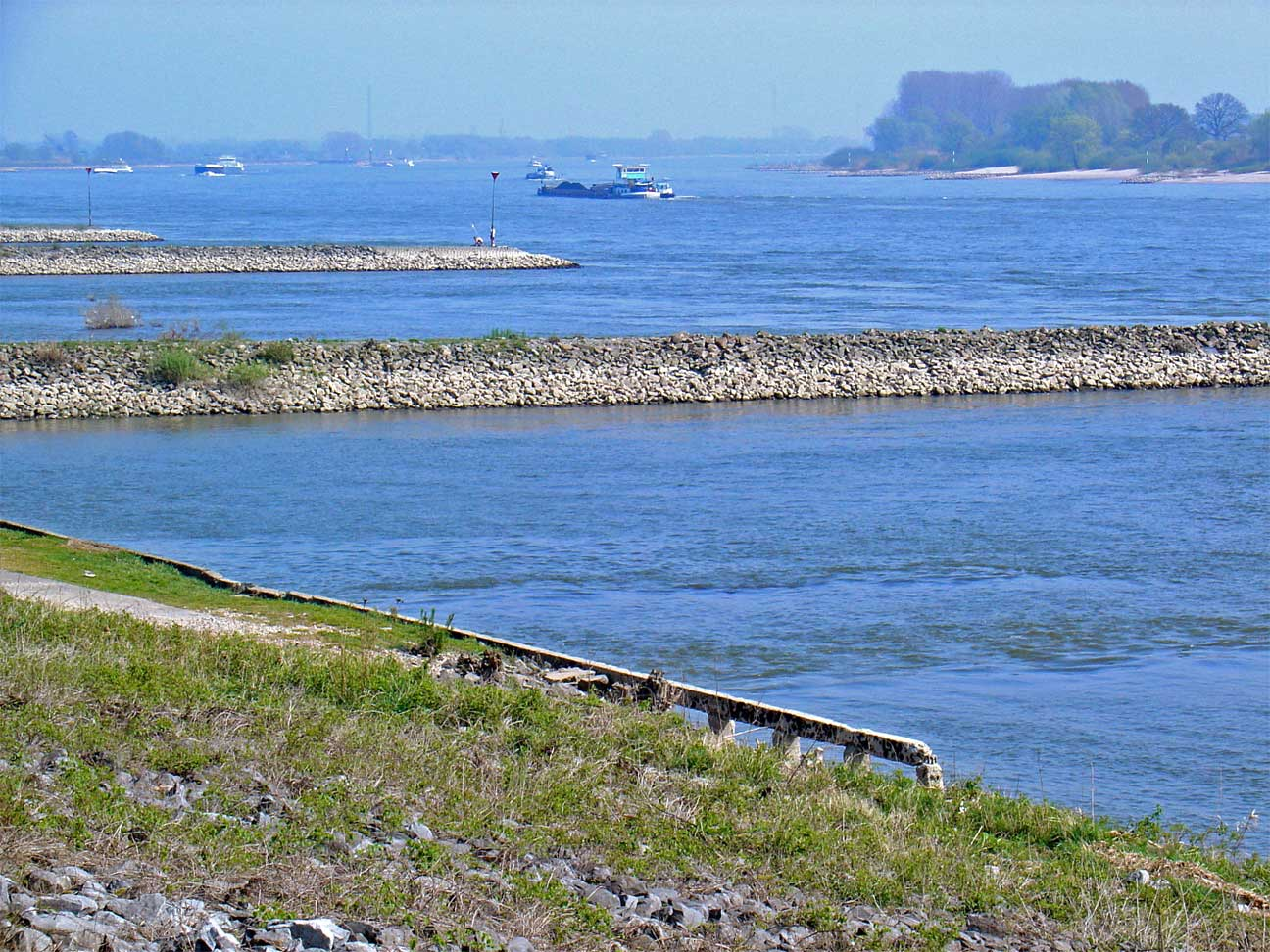
Kribbakens op de kribben langs de Bovenrijn bij Tolkamer